# Hypericum hypericoides
Hypericum hypericoides é uma espécie de planta com flor pertencente à família Hypericaceae. 
A autoridade científica da espécie é (L.) Crantz, tendo sido publicada em Institutiones Rei Herbariae 2: 520, no ano de 1766. Possui uma subespécie aceite, Hypericum hypericoides subsp. multicaule (Michx. ex Willd.) N. Robson. Tem um basiónimo, Ascyrum hypericoides.

## Portugal
Trata-se de uma espécie presente no território português, nomeadamente no Arquipélago dos Açores.
Em termos de naturalidade é introduzida na região atrás indicada.

## Protecção
Não se encontra protegida por legislação portuguesa ou da Comunidade Europeia.